# Filmfare Awards (2024)
69-я церемония награждения Filmfare Awards состоялась 27-28 января 2024 года. На ней были отмечены лучшие киноработы на хинди, вышедшие в прокат до конца 2023 года.
Фильм Роки и Рани. История любви стал лидером с 20 номинациями. За ним следует фильм Животное с 19 номинациями, Патхан. Схватка со смертью — 16, Солдат — 15 и 12-я неудача — 12.
Фильмы 12-я неудача и Животное завоевали по пять наград каждый, таким образом, став самыми награжденными фильмами на церемонии. Первый фильм победил в категории Лучший фильм, Лучшая режиссура (Видху Винод Чопра) и Лучшая мужская роль по мнению критиков (Викрант Масси). Второй фильм завоевал в категории Лучший актёр (Ранбир Капур).
Актёр Шах Рукх Кхан получил две номинации на премию «Лучший актёр» за свои роли в фильмах Солдат и Дунки, но уступил Ранбиру Капуру, который получил награду за роль в фильме Животное.

## Церемония
Церемония проводилась в GIFT City, Гандинагар, Гуджарат. На пресс-конференции, редактор журнала Filmfare — Джитеш Пиллай сообщил, что Hyundai и Gujarat Tourism выступили спонсорами мероприятия. Каран Джохар, Аюшманн Кхуррана и Мэниш Пол стали ведущими. Данная церемония проводилась два дня — 27 и 28 января. Победители в технических категориях были объявлены 27 января, а главная церемония состоялась 28 января 2024 года.

## Победители и номинанты
Номинанты были объявлены 15 января 2024 года The winners were announced in a ceremony held on 28 January 2024..
| - Ранбир Капур — Лучший актёр - Алия Бхатт — Лучшая актриса - Видху Винод Чопра — Лучший режиссёр - Викрант Масси — Лучший актёр по мнению критиков - Рани Мукерджи — Лушая актриса по мнению критиков, со-победитель - Шефали Шах — Лушая актриса по мнению критиков, со-победитель - Вики Каушал — Лучший актёр второго плана - Шабана Азми — Лучший актриса второго плана - Дэвид Дхаван — Премия журнала «Filmfare» за вклад в кинематографию |

### Популярные награды
| Лучший фильм | Лучший фильм | Лучший фильм | Лучший режиссёр                   | Лучший режиссёр                   | Лучший режиссёр                   |
| --- | --- | --- | --------------------------------- | --------------------------------- | --------------------------------- |
| - 12-я неудача — Vinod Chopra Films, Zee Studios - Животное — T-Series, Cine1 Studios, Bhadrakali Pictures - Солдат — Red Chillies Entertainment - О, Господи! 2 — Cape Of Good Films, Viacom18 Studios, Optimystix Entertainment - Патхан. Схватка со смертью — Yash Raj Films - Роки и Рани. История любви — Dharma Productions, Viacom18 Studios                             | - Видху Винод Чопра — 12-я неудача - Амит Рай — О, Господи! 2 - Атли — Солдат - Каран Джохар — Роки и Рани. История любви - Сандип Редди Ванга — Животное - Сиддхартх Ананд — Патхан. Схватка со смертью | |                                   |                                   |                                   |
| Лучшая мужская роль | Лучшая мужская роль | Лучшая мужская роль | Лучшая женская роль               | Лучшая женская роль               | Лучшая женская роль               |
| - Ранбир Капур — Животное в роли Ранвиджай Сингх и Азиз Хаке - Ранвир Сингх — Роки и Рани. История любви в роли Роки Рандхава - Шахрух Хан — Дунки в роли Хардаял «Харди» Сингх Дхиллон - Шахрух Хан — Солдат в роли Викрам Ратхор и Азад - Санни Деол — Беглецы 2 в роли Тара Сингх - Вики Каушал — Отважный Сэм в роли Сэм Манекшоу                                           | - Алия Бхатт — Роки и Рани. История любви в роли Рани Чаттерджи - Бхуми Педнекар — Спасибо, что пришли в роли Каника Капур - Дипика Падуконе — Патхан. Схватка со смертью в роли Доктор Рубина «Рубаи» Мохсин - Киара Адвани — Сатьяпрем и Катха в роли Катха Кападиа - Рани Мукерджи — Миссис Чаттерджи против Норвегии в роли Дебика Чаттерджи - Тапси Панну — Дунки в роли Ману Рандхава | |                                   |                                   |                                   |
| Лучшая мужская роль второго плана | Лучшая мужская роль второго плана | Лучшая мужская роль второго плана | Лучшая женская роль второго плана | Лучшая женская роль второго плана | Лучшая женская роль второго плана |
| - Вики Каушал — Дунки в роли Сухи - Адитья Равал — Faraaz в роли Нибрас - Анил Капур — Животное в роли Балбир Сингх и Кайлаш Петкар - Бобби Деол — Animal в роли Абрар Хак - Эмран Хашми — Возвращение Тигра в роли Аатиш Рехман - Тота Рой Чаудхари — Роки и Рани. История любви в роли Чандон Чаттерджи                                                                       | - Шабана Азми — Роки и Рани. История любви в роли Джамини Чаттерджи - Джайя Бхадури — Роки и Рани. История любви в роли Дханлакшми Рандхава - Рэтна Патхак — Dhak Dhak в роли Манприт Каур Сетхи «Махи» - Шабана Азми — Гхумер в роли Бабушка Анины - Трипти Димри — Животное в роли Зоя - Ями Гаутам — О, Господи! 2 в роли Камини Махешвари                                               | |                                   |                                   |                                   |
| Дебютные награды | | |                                   |                                   |                                   |
| Лучшая дебютная мужская роль | Лучшая дебютная мужская роль | Лучшая дебютная женская роль | Лучшая дебютная женская роль      | Лучший режиссёрский дебют         | Лучший режиссёрский дебют         |
| - Адитья Равал — Faraaz в роли Нибрас | - Ализех Агнихотри — Farrey в роли Нияти | - Тарун Дудеджа — Dhak Dhak |                                   |                                   |                                   |
| Писательские награды | | |                                   |                                   |                                   |
| Лучший сюжет | Лучший сюжет | Лучший сценарий | Лучший сценарий                   | Лучший диалог в фильме            | Лучший диалог в фильме            |
| - Амит Рай — О, Господи! 2 - Девашиш Махиджа — Joram - Анубхав Синха — Толпа - Атли — Солдат - Ишита Мохира, Шашанк Кхайтан, Сумит Рой — Роки и Рани. История любви - Париджат Джоши, Тарун Дудеджа — Dhak Dhak - Каран Шрикант Шарма — Сатьяпрем и Катха - Сиддхартх Ананд — Патхан. Схватка со смертью                                                                        | - Видху Винод Чопра — 12-я неудача - Амит Рай — О, Господи! 2 - Ишита Мохира, Шашанк Кхайтан, Sumit Roy — Роки и Рани. История любви - Сандип Редди Ванга, Пранай Редди Ванга, Суреш Бандару — Животное - Шридхар Рагхаван — Патхан. Схватка со смертью - Авинаш Арун, Омкар Ачьют Барве, Арпита Чаттерджи — Трое из нас                                                                    | - Ишита Мохира — Роки и Рани. История любви - Аббас Тиревала — Патхан. Схватка со смертью - Амит Рай — О, Господи! 2 - Самит Арора — Солдат - Варун Гровер и Шоаиб Зульфи Назир — Трое из нас - Видху Винод Чопра — 12-я неудача |                                   |                                   |                                   |
| Музкальные награды | | |                                   |                                   |                                   |
| Лучшая музыка к песне для фильма | Лучшая музыка к песне для фильма | Лучшая музыка к песне для фильма | Лучшие слова к песне для фильма   | Лучшие слова к песне для фильма   | Лучшие слова к песне для фильма   |
| - Притам Чакраборти, Вишал Мишра, Манан Бхардвай, Харшавардхан Рамешвар, Шреяс Пураник, Ашим Кемсон, Бхупиндер Баббал, Яани — Животное - Анируд Равичандер — Солдат - Притам Чакраборти — Дунки - Притам Чакраборти — Роки и Рани. История любви - Притам Чакраборти — Лжецы - Сачин-Джигар — Отойдите в сторону и будьте осторожны - Вишал-Шекхар — Патхан. Схватка со смертью | - Амитабх Бхаттачария — «Tere Vaaste» — Отойдите в сторону и будьте осторожны - Амитабх Бхаттачария — «Tum Kya Mile» — Роки и Рани. История любви - Гулзар — «Itni Si Baat» — Отважный Сэм - Джавед Ахтар — «Nikle The Kabhi Hum Ghar Se» — Дунки - Сиддхартх-Гарима — «Satranga» — Животное - Свананд Киркире и ИП Сингх — «Lutt Putt Gaya» — Дунки                                        | |                                   |                                   |                                   |
| Лучший мужской закадровый вокал | Лучший мужской закадровый вокал | Лучший мужской закадровый вокал | Лучший женский закадровый вокал   | Лучший женский закадровый вокал   | Лучший женский закадровый вокал   |
| - Bhupinder Babbal — «Arjan Vailly» — Животное - Ариджит Сингх — «Lutt Putt Gaya» — Дунки - Ариджит Сингх — «Satranga» — Животное - Шахид Маллья — «Kudmayi» — Роки и Рани. История любви - Сону Нигам — «Nikle The Kabhi Hum Ghar Se» — Дунки - Варун Джайн, Сачин-Джигар, Шадаб Фариди, Альтамаш Фариди — «Tere Vaaste» — Отойдите в сторону и будьте осторожны               | - Шилпа Рао — «Besharam Rang» — Патхан. Схватка со смертью - Дипти Суреш — «Aararaari Raaro» — Солдат - Джонита Ганди — «Hey Fikar» — Метро, 08:00 - Шилпа Рао — «Chaleya» — Солдат - Шрея Гхошал — «Tum Kya Mile» — Роки и Рани. История любви - Шрея Гхошал — «Ve Kamleya» — Роки и Рани. История любви                                                                                   | |                                   |                                   |                                   |

### Премии критиков
| Лучший фильм по мнению критиков | Лучший фильм по мнению критиков |
| --- | --- |
| - Joram — Девашиш Махиджа - 12-я неудача — Видху Винод Чопра - Толпа — Анубхав Синха - Faraaz — Хансал Мехта - Отважный Сэм — Мегна Гулзар - Трое из нас — Авинаш Арун - Zwigato — Нандита Дас | |
| Лучшая мужская роль | Лучшая женская роль |
| - Викрант Масси — 12-я неудача в роли Манодж Кумар Шарма - Абхишек Баччан — Гхумер в роли Padam «Paddy» Singh Sodhi - Джайдип Ахлават — Трое из нас в роли Pradeep Kamat - Манодж Баджпаи — Joram в роли Dasru / Bala - Панкадж Трипатхи — О, Господи! 2 в роли Kanti Sharan Mudgal - Раджкумар Рао — Толпа в роли Surya Kumar Singh Tikas - Вики Каушал — Отважный Сэм в роли Сэм Манекшоу | - Рани Мукерджи — Миссис Чаттерджи против Норвегии в роли Debika Чаттерджи - Шефали Шах — Трое из нас в роли Шайладжа Десаи - Дипти Навал — Goldfish в роли Sadhana Трипатхи - Фатима Сана Шаикх — Dhak Dhak в роли Шаши Кумар Ядав «Скай» - Сайями Кхер — Гхумер в роли Анина «Ани» Диксит - Шахана Госвами — Zwigato в роли Пратима Махто |

### Специальные награды
| Специальная премия Filmfare                                       | Специальная премия Filmfare |
| ----------------------------------------------------------------- | --------------------------- |
| - Не вручалась                                                    |                             |
| Премия журнала «Filmfare» за вклад в кинематографию               |                             |
| - Дэвид Дхаван                                                    |                             |
| Filmfare Award имени Р. Д. Бурмана для новых музыкальных талантов |                             |
| - Шреяс Пураник для «Satranga» из фильма Животное                 |                             |

### Технические награды
Номинанты были объявлены 15 января 2024 года. Победители объявлены 27 января.
| Лучший монтаж | Лучшая работа художника-постановщика | Лушая хореография |
| --- | --- | --- |
| - Джускунвар Кохил и Видху Винод Чопра — 12-я неудача - Аариф Шейкх — Патхан. Схватка со смертью - Атану Мукхерджи — Слухи - Ливингстон Антони Рубен — Солдат - Сандип Редди Ванга — Животное - Сувир Натх — О, Господи! 2 | - Субрата Чакраборти и Амит Рай — Отважный Сэм - Амрита Махал — Роки и Рани. История любви - Никхил Ковале — О, Господи! 2 - Прашант Бидкар — 12-я неудача - Рита Гхош — Zwigato - Суреш Селвараджан — Животное - Т. Мутхурадж — Солдат | - Ганеш Ачария — «What Jhumka?» — Роки и Рани. История любви - Боско-Сезар — «Jhoome Jo Pathaan» — Патхан. Схватка со смертью - Ганеш Ачария — «Lutt Putt Gaya» — Дунки - Ганеш Ачария — «Tere Vaaste Falak» — Отойдите в сторону и будьте осторожны - Шоби Полрадж — «Zinda Banda» — Солдат - Вайбхави Мерчант — «Dhindora Baaje» — Роки и Рани. История любви |
| Лучшая операторская работа | Лучший звук | За влияние в киноиндустрии |
| - Авинаш Арун — Трое из нас - Амит Рой — Животное - Г.К. Вишну — Солдат - Мануш Нандан — Роки и Рани. История любви - Пратхам Мехта — Faraaz - Рангараджан Рамабадран — 12-я неудача - Сатчитх Паулосе — Патхан. Схватка со смертью                                                                                                   | - Кунал Шарма — Отважный Сэм - Sync Cinema — Животное - Анита Кушваха — Толпа - Манас Чоудхури и Ганеш Гангадхаран — Патхан. Схватка со смертью - Манав Шротрия — 12-я неудача - Мандар Кулкарни — Faraaz - Винит Д’Соуза — Трое из нас | - Харшавардхан Рамешвар — Животное - Алокананда Дасгупта — Трое из нас - Карел Антонин — Слухи - Кетан Содха — Отважный Сэм - Санчит Балхара и Анкит Балхара — Патхан. Схватка со смертью - Шантану Мойтра — 12-я неудача - Тапас Релиа — Goldfish |
| Лучший дизайн костюмов | Лучшая постановку боевых сцен | Лучшие спецэффекты |
| - Сачин Лавлекар, Дивия Гамбхир и Нидхи Гамбхир — Отважный Сэм - Малвика Баджадж — 12-я неудача - Маниш Малхотра и Эка Лакхани — Роки и Рани. История любви - Шалина Натхани, Кавита Дж, Анирудх Сингх и Дипика Лал — Солдат - Шалина Натхани, Мамта Ананд и Нихарика Джолли — Патхан. Схватка со смертью - Маниш Малхотра — Животное | - Спиро Разатос, Анал Арасу, Крэйг МакРэй, Янник Бен, Кеча Кхампхакди и Сунил Родригез — Солдат - Кэйси О’Нилл, Крэйг МакРэй и Сунил Родригез — Патхан. Схватка со смертью - Франц Шпильхаус, О Си Ён и Сунил Родригез — Возвращение Тигра - Парвез Шайх — Отважный Сэм - Рави Варма, Шаам Каушал, Аббас Али Могул и Тинну Верма — Беглецы 2 - Суприм Сундар — Животное - Тим Ман и Викрам Дахия — Ганапатх | - Red Chillies VFX — Солдат - Do It Creative LTD. NY VFXWala, Visual Birds, Red Chillies VFX, Famous Studios — Животное - Prisca, Pixel Studios. — Беглецы 2 - YFX — Патхан. Схватка со смертью |

## Количество номинаций и наград за фильм
| Номинация | Фильм                                 |
| --------- | ------------------------------------- |
| 20        | Роки и Рани. История любви            |
| 19        | Животное                              |
| 16        | Патхан. Схватка со смертью            |
| 15        | Солдат                                |
| 12        | 12-я неудача                          |
| 9         | Дунки                                 |
| 9         | О, Господи! 2                         |
| 9         | Отважный Сэм                          |
| 8         | Трое из нас                           |
| 4         | Толпа                                 |
| 4         | Faraaz                                |
| 4         | Отойдите в сторону и будьте осторожны |
| 3         | Dhak Dhak                             |
| 3         | Беглецы 2                             |
| 3         | Гхумер                                |
| 3         | Joram                                 |
| 3         | Zwigato                               |
| 2         | Слухи                                 |
| 2         | Goldfish                              |
| 2         | Миссис Чаттерджи против Норвегии      |
| 2         | Сатьяпрем и Катха                     |
| 2         | Возвращение Тигра                     |

| Наград | Фильм                      |
| ------ | -------------------------- |
| 5      | 12-я неудача               |
| 5      | Животное                   |
| 4      | Роки и Рани. История любви |
| 3      | Отважный Сэм               |
| 2      | Солдат                     |
| 2      | Трое из нас                |

## См. так же
- Filmfare Awards
- Список фильмов Болливуда за 2023 год[англ.]